# S法人
S法人（エスほうじん）とは、アメリカ合衆国における小規模法人で税法上法人としての課税を受けずに株主レベルでの課税を認められる法人の略称である。
通常の法人については、C法人と呼ばれる。

## 認定されるための条件
- 50州のいずれかの州の会社法の規定に基づいて設立された金融機関、保険会社、プエルトリコ法人、内国国際販売法人（DISC）以外の内国法人であること
- 株主数は100人以内であること
- 株主は非居住外国人、法人、パートナーシップでないこと
- S法人となるための株主全員の同意があること
- 株主は個人、遺産財団、特定信託であること
- 発行株式は1種類だけであること
- フォーム2553様式を規定された提出期限までにアメリカ合衆国内国歳入庁(IRS)へ提出すること

## 制度趣旨
アメリカの会社法上は法人格を有するコーポレーション（日本法での株式会社に相当）であっても、経済的な実態は個人事業と同程度の規模で事業が行われているのであれば、所得課税も同様になされるべきである。つまりS法人制度は、税制が経済に歪みを生じさせ、投資および企業経営の意思決定に影響を与えることがないようにするため、そして租税の中立性を保つために設けられた制度である。 

## 優遇
S法人への選択をしたコーポレーションは、原則として法人税の課税関係は消滅し、個人事業同様、法人段階の所得・利益・損失および控除項目は、年度ごとに持ち株数に応じて、各株主に割り当てられ、株主の段階で課税を受ける。